# Dysprosium(III)oxide
Dysprosium(III)oxide of dysprosiumtrioxide is een chemische verbinding van dysprosium, met als brutoformule Dy2O3. De stof komt voor als een licht-hygroscopisch wit poeder, dat quasi-onoplosbaar is in water. Het reageert hevig met sterke zuren.
Dysprosium(III)oxide wordt gebruikt in de keramiek- en glasindustrie, in lasers en in dysprosiumhoudende metaalhalidelampen. Het kan ook, in combinatie met nikkel, worden gebruikt voor het koelen van regelstaven in nucleaire installaties.